# Obatzda

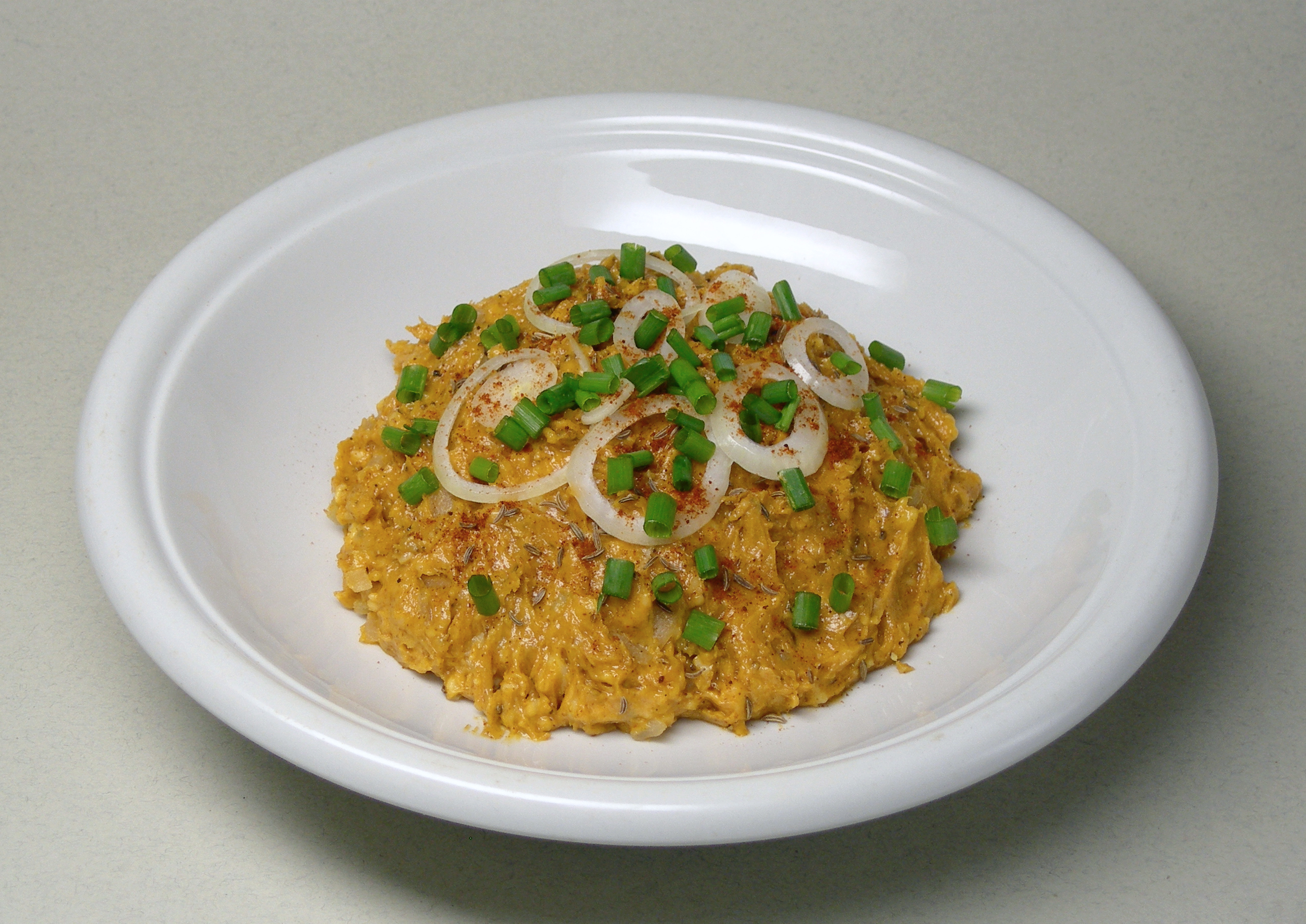
Een typische Obatzda

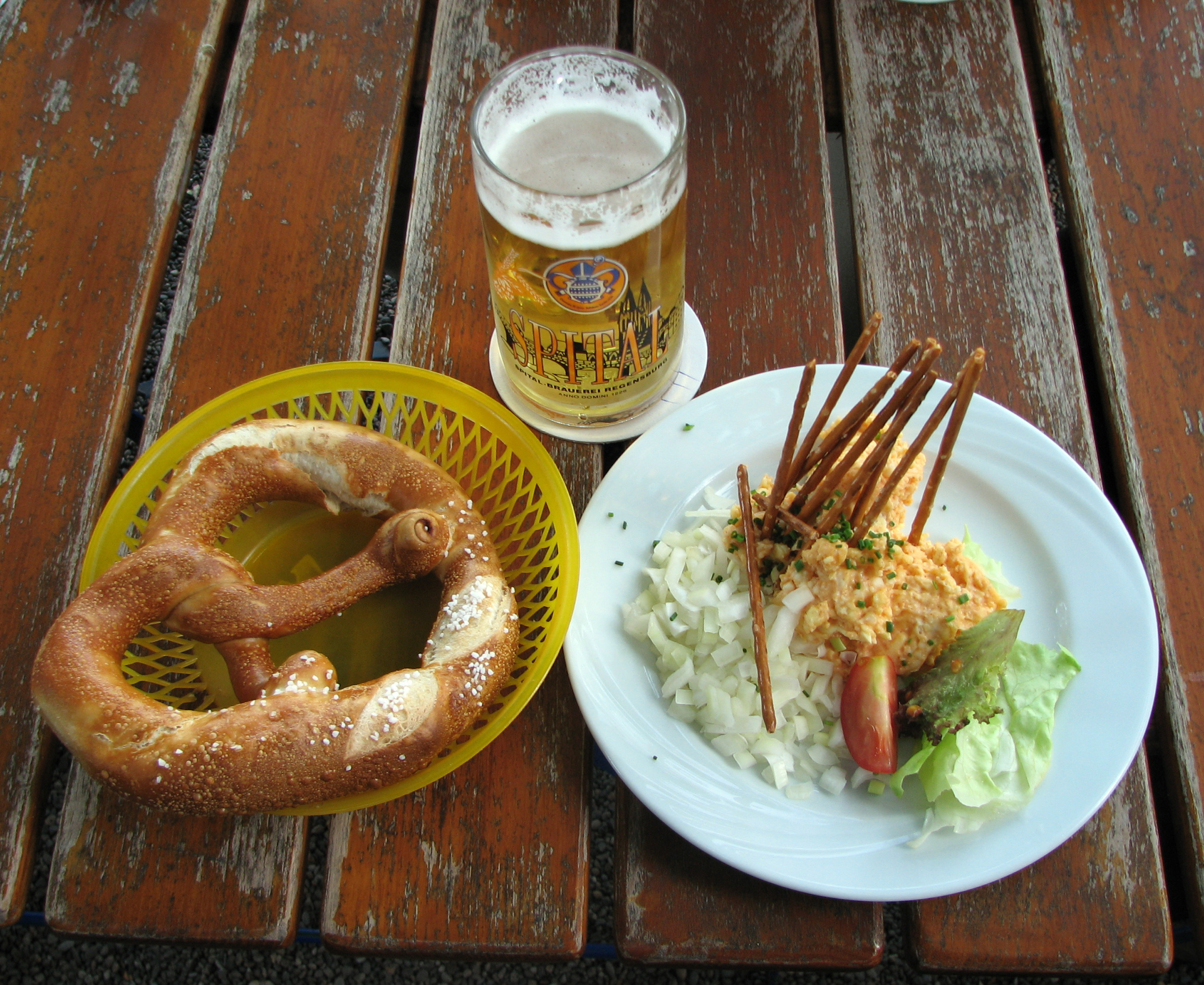
Obatzda in een biertuin in Regensburg

Obatzda (ook wel obatzter) is een Beiers streekgerecht. Ein Obatzda betekent letterlijk 'een opgeklopte': het gerecht bestaat uit een pikante mengeling van diverse kazen. Men eet een obatzden veelal als Brotzeit, eventueel met een brez'l en bier.

## Geschiedenis
Oorspronkelijk was de obatzda een restjesmaaltijd, bestaande uit overschotten van belegen kaas. Deze restjes werden fijngesneden en met boter vermengd, waarna men er diverse kruiden zoals karwij en paprikapoeder, alsmede uien aan toevoegde.
In de jaren twintig werd de obatzda bekend nadat de bazin van het Weihenstephaner Bräustüberl in Freising, Katharina Eisenreich, obatzde begon te serveren. Haar recept is sedertdien het bekendste: men neme rijpe camembert en vermenge hem met fijne uitjes, opgeklopte boter en eventueel wat zout, peper, roze paprika, karwij en ietwat tarwebier. Wil men een scherpere obatzda, kan men in plaats van camembert hervekaas of romadur nemen; voor lichtere soorten kan men kwark of roomkaas gebruiken. In Oud-Beieren voegt men dikwijls bier toe, in Franken daarentegen wijn.

## Verteer
Men eet een obatzden veelal in een biergarten, met roggebrood of een brezen. In dit geval is hij met bieslook bestrooid en eventueel met radijsjes of rammenas gegarneerd. Een obatzden dient men op dezelfde dag te nuttigen als waarop hij wordt bereid, omdat de uien een bittere smaak ontwikkelen.

## Statuut
De obatzda was volgens een oordeel van het Deutsches Patent- und Markenamt tot geografisch beschermde naam verklaard, doch dit oordeel werd in september 2011 door het Bundespatentgericht tenietgedaan.